# Aegidius Ranbeck
Aegidius Ranbeck oder Rambeck (auch Aegid oder Ägidius; * 25. Januar 1608 in München; † 11. Oktober 1692 im Kloster Scheyern) war ein deutscher Benediktiner, Kirchenrechtler und Theologe.

## Leben
Ranbeck wurde als Sohn des herzoglichen Rats und Geheimsekretärs Balthasar Ranbeck geboren. Er trat nach der Gymnasialausbildung 1626 in das Benediktinerkloster Scheyern ein und legte am 12. Dezember 1627 dort das Ordensgelübde ab. Anschließend ging er für seine weiteren Studien an die Universität Ingolstadt. Er floh zwischenzeitlich vor den schwedischen Truppen nach Österreich. 1633 erfolgte in Passau seine Priesterweihe. Danach kehrte er in das Kloster Scheyern zurück. Dort wirkte er als Seelsorger.
Ranbeck kam 1635 als Professor der Poetik an die Universität Salzburg. Dort wurde er am 14. September 1643 zum Dr. iur. can. promoviert. Am 10. November 1643 erhielt er dann die Professur des Kirchenrechts an der Salzburger Universität. Bei seiner Antrittsvorlesung war der Fürsterzbischof Paris von Lodron, der ihn sehr schätzte, sowie fünf Prälaten anwesend. Daneben wurde Ranbeck zum wirklichen Konsistorialrat und zum Generalvikar des Bistums Chiemsee unter Bischof Franz Vigil von Spaur und Valör ernannt.
Ranbeck zog sich 1651 ins Kloster Scheyern zurück. Dort widmete er sich insbesondere philologischen Studien. Sein Calendarium annale Benedictinum per menses et dies Sanctis ejusdem Ordinis wurde in mehreren Auflagen und später auch in deutscher Sprache herausgegeben. Weitere Lehrstuhlangebote lehnte er sämtlich ab.

## Werke (Auswahl)
- Sanctus Ioannes Chrysostomus Aureum Ecclesiae Iubar, Katzenberger, Salzburg 1637.
- Tabvlæ Testamentariæ, Ex Vtroque Jvre Noviter Excisæ, Septem Sigillis Explicatæ, Qvas Calatis Litteratorvm Comitiis, Katzenberger, Salzburg 1644.
- Jvris Vniversi Duæ Tabvlæ Bimembres Selectis Quæstionum Floribus arte manuque propriâ depictæ, Katzenberger, Salzburg 1646.
- Panoplia Libertatis, Immunitatisqve Ecclesiasticae, Utzschneider, Augsburg 1666.
- Calendarium annale Benedictinum per menses et dies Sanctis ejusdem Ordinis, 4 Bände, Utzschneider, Augsburg 1677.